# Грозю Атанасов
Грозю Диков Атанасов е български ветеринарен лекар и университетски преподавател, професор.

## Биография
Роден е през 1884 г. в село Любеново, Пловдивско. В 1910 г. завършва ветеринарна медицина в Берлин. През 1911 – 1912 г. е ветеринарен лекар в Самоков, от 1912 до 1918 и 1921 – 1923 г. – в Бургас, а през 1918 – 1923 г. – в Министерство на земеделието и държавните имоти. Преподавател във Ветеринарно-медицинския факултет при Софийския университет. През 1923 г. е избран за професор. Член е на Върховния ветеринарен съвет и на БЗНС. Председател е на ОСБЗК. Умира през 1951 г. в София.
Личният му архив се съхранява във фонд 1108К в Централен държавен архив. Той се състои от 14 архивни единици от периода 1916 – 1949 г.